# Ријау
Ријау (инд. Riau), једна је од 34 провинције Индонезије. Провинција се налази на острву Суматра на западу Индонезије. Покрива укупну површину од 87.023 км ² и има 5.538.367 становника (2010). 
Главни град провинције је Паканбару.

## Демографија
Становништво чине: Малајци (38%), Јаванци (25%), Минангбакау (11%), Батаци (7%), Бањари (4%), Кинези (4%) и други. Доминантна религија је ислам (88%), затим будизам (6%), католицизам (5%) и протестантизам (1%).
| 1971.     | 1980.     | 1990.     | 1995.     | 2000.     | 2010.     |
| --------- | --------- | --------- | --------- | --------- | --------- |
| 1,641,545 | 2,168,535 | 3,303,976 | 3,900,534 | 4,957,627 | 5,538,367 |

## Галерија
- Зграда владе у Паканбару
- Природни резервоар у Ријау